# Hans Krahe
Pour les articles homonymes, voir Krahe.
Hans Krahe (7 février 1898 – 25 juin 1965) est un philologue et linguiste allemand, spécialiste des langues illyriennes.

## Biographie
Entre 1936 et 1946 il fut professeur à l'université de Wurtzbourg, où il fonda en 1942 l'Archiv für die Gewässernamen Deutschlands (« archive pour l'hydronymie allemande »). De 1949 à sa mort, il fut Professor für vergleichende Sprachwissenschaft und Slavistik et Leiter des indologischen und slavischen Seminars à l'université de Tübingen.
Dans son essai de 1949 Ortsnamen als Geschichtsquelle (« les noms de lieux comme sources historiques »), Krahe présente l'analyse de l'hydronymie comme une source d'information historique et préhistorique, ainsi qu'une analyse approfondie du cas du Main, donné en exemple. Son hypothèse qu'une strate linguistique correspond à une strate ethnique a été critiquée plusieurs décennies après sa mort, notamment par Walter Pohl, et en France par Michel Roblin.

## Publications
Outre ses nombreux articles, Krahe a publié les ouvrages suivants.
- Die alten balkanillyrischen geographischen Namen, Heidelberg, 1925. Son premier livre.
- Lexikon altillyrischen Personennamen, 1929.
- Indogermanische Sprachwissenshaft, Berlin, 1948.
- Ortsnamen als Geschichtsquelle, Heidelberg, 1949.
- Die Sprache der Illyrier I. Die Quellen, 1955.  (ISBN 3-447-00534-3) Un résumé de son livre précédent. Le volume II, Die Sprache der Illyrier II. Die messapischen Inschriften und ihre Chronologie est de Carlo De Simone, alors que le volume III, Die Sprache der Illyrier II. Die messapischen Personennamen est de Jürgen Untermann (Wiesbaden, 1964).  (ISBN 3-447-00535-1)
- Die Strukture der alteuropäischen Hydronomie, Wiesbaden, 1963.
- Unsere ältesten Flussnamen, 1964, essai sur l'hydronomie « vieille européenne ».
- Germanische Sprachwissenschaft. Wortbildungslehre., Berlin, 1969.